# Основные начала уголовного законодательства Союза ССР и союзных республик 1924 года
Основные начала уголовного законодательства Союза ССР и союзных республик 1924 года — кодифицированный нормативный акт, устанавливающий основные положения, которыми должны были руководствоваться законодательные органы республик, входивших в состав СССР, при разработке уголовного законодательства.

## История принятия
До момента образования СССР советские республики самостоятельно разрабатывали и принимали акты уголовного законодательства. В то же время, различия между такими актами носили минимальный характер и отражали национальную специфику. В целом все республики ориентировались на законодательство РСФСР. Уголовные кодексы союзных республик, изданные в 1922-1923 годах, практически полностью совпадали по содержанию с УК РСФСР 1922 года.
Договор об образовании Союза Советских Социалистических Республик 30 декабря 1922 года отнёс к исключительному ведению СССР «установление основ судоустройства и судопроизводства, а также гражданское и уголовное союзное законодательство» (п. «о» ст. 1).
Резолюция совещания народных комиссариатов юстиции советских республик, состоявшегося в декабре 1923 г., содержала следующее положение: «Ввиду тождественности стремления борющихся за своё социальное освобождение трудящихся масс всех советских республик, основные принципы карательной политики и основные начала производства судебных и следственных дел во всех советских республиках по существу одинаковы».
Конституция СССР 1924 года в п. «п» ст. 1 относила к исключительному ведению СССР «установление основ судоустройства и судопроизводства, а также гражданского и уголовного законодательства Союза». Союзным республикам при этом было предоставлено право самостоятельно разрабатывать и принимать уголовно-правовые акты, не противоречащие основам уголовного законодательства СССР.
Первым общесоюзным актом уголовного законодательства стали принятые 31 октября 1924 года Второй сессией ЦИК СССР II созыва Основные начала уголовного законодательства Союза ССР и союзных республик 1924 года. Основой для их принятия послужили принятые союзными республиками уголовные кодексы и базирующаяся на них судебная практика. Результатом их обобщения стал ряд принципов, определений и институтов, являющихся едиными для всего советского уголовного права.

## Общая характеристика
Основные начала состояли из введения и 39 статей. Они делились на четыре раздела: пределы действия уголовного законодательства, общие постановления, меры социальной защиты и их применение судом, об условно-досрочном освобождении осужденного от применения определенной судом меры социальной защиты.
Задача основ определялась как судебно-правовая защита государства трудящихся от общественно-опасных деяний, подрывающих власть трудящихся или нарушающих установленный ею правопорядок. Осуществлялась эта задача путём применения к правонарушителям «мер социальной защиты», которые по сути представляли собой уголовное наказание.

## Пределы действия уголовного законодательства
Первый раздел Основных начал состоял из одной статьи и устанавливал, что ответственность граждан СССР и иностранных граждан на территории СССР наступает по законодательству места совершения преступления, а граждан СССР, совершивших преступление за пределами СССР, также по законодательству места их задержания. Устанавливалось, что вопрос об ответственности иностранных граждан, пользующихся экстерриториальностью, разрешался дипломатическим путём.

## Общие постановления
Второй раздел Основных начал состоял из 11 статей. В началах отсутствовало общее определение понятия «преступление», но выделялись две категории преступлений: посягающие на основы советского строя и все прочие. Допускалось применение уголовного законодательства по аналогии.
Основные начала разграничивали компетенцию общесоюзного и республиканского законодателя. Ответственность за государственные и воинские преступления определялась законодательством СССР, все же прочие виды преступлений и их наказуемость устанавливались законодательством республик. Законодательные органы СССР могли указывать союзным республикам роды и виды преступлений, по которым СССР считает необходимым проведение определенной линии единой карательной политики.
Понятие «наказание» не использовалось в Основных началах. Оно было заменено понятием «мера социальной защиты». В ст. 4 Основных начал было указано, что такие меры применяются в целях предупреждения преступлений, лишения общественно опасных элементов возможности совершать новые преступления, исправительно-трудового воздействия на осужденных. Целью применения мер социальной защиты не являлось возмездие или кара. Меры социальной защиты, устанавливаемые законодательством, должны были отвечать принципу гуманизма, который предполагал отсутствие цели причинения физических страданий и унижение человеческого достоинства, а их применение должно было быть целесообразным.
Выделялось три типа мер социальной защиты: [меры судебно-исправительного характера, меры медицинского характера и меры медико-педагогического характера. В обычной для уголовного права терминологии мерам судебно-исправительного характера соответствовало наказание, и по содержанию данные меры не отличались от наказания, различие было в основном терминологическим. Начиная с 1934 года, термин «наказание» вновь начинает употребляться в советском уголовном законодательстве.
В данном разделе начал решаются также вопросы о формах вины, невменяемости, необходимой обороне и крайней необходимости, о давности, о стадиях преступления и о соучастии.

## Меры социальной защиты и их применение судом
В данном разделе раскрывается система наказаний и описываются условия применения отдельных его видов. В число видов наказания входили: объявление врагом трудящихся с лишением гражданства Союза ССР и изгнанием из пределов Союза ССР навсегда; лишение свободы со строгой изоляцией; лишение свободы без строгой изоляции; принудительные работы без лишения свободы; поражение прав; удаление из пределов Союза ССР на срок; удаление из пределов Союзной Республики или из пределов отдельной местности с поселением в тех или иных местностях или без такового, с запрещением проживания в тех или иных местностях или без такового запрещения; увольнение от должности; запрещение занятия той или иной должности или занятия той или иной деятельностью или промыслом; общественное порицание; конфискация имущества; штраф; предостережение.
Данный перечень не являлся исчерпывающим: союзные республики могли устанавливать и иные меры социальной защиты в соответствии с общими принципами уголовного законодательства Союза ССР.
Смертная казнь в форме расстрела не входила в перечень видов наказания, являясь высшей и исключительной «мерой социальной защиты». Она не применялась к несовершеннолетним и беременным женщинам.
Мерами социальной защиты медицинского характера являлись принудительное лечение и помещение в медико-изоляционные учреждения, а мерами медико-педагогического характера — отдача несовершеннолетних на попечение родителям, родственникам или другим лицам, учреждениям и организациям и помещение в специальные заведения.
Особенностью Основных начал являлось то, что их ст. 22 предусматривала, что высылка и ссылка могут применяться не только в отношении лиц, признанных виновными в совершении конкретных преступлений, но и в отношении лиц, признанных социально опасными по своей преступной деятельности или по связи с преступной средой.
Основные начала содержат статьи, устанавливающие порядок определения меры наказания: перечень обстоятельств отягчающих и смягчающих вину преступника, порядок назначения наказания при совокупности преступлений, нормы о снижении наказания ниже низшего предела и об освобождении от наказания, а также правила применения условного осуждения.
Последний раздел Основных начал содержал положения, касающиеся условно-досрочного освобождения осуждённых от наказания.

## Значение Основных начал
Основные начала уголовного законодательства Союза ССР и союзных республик 1924 года представляли собой кодифицированный акт, содержавший наиболее значимые положения Общей части уголовного права, которые стали основой всех уголовных кодексов, изданных в советских республиках после их принятия. Основные начала 1924 года действовали вплоть до принятия Основ уголовного законодательства Союза ССР и союзных республик 1958 года. За этот период в них неоднократно вносились изменения, зачастую носившие значительный характер.